# Cispius simoni
Cispius simoni là một loài nhện trong họ Pisauridae.
Loài này thuộc chi Cispius. Cispius simoni được Roger de Lessert miêu tả năm 1915.